# 岩出市立岩出中学校
岩出市立岩出中学校（いわでしりつ いわでちゅうがっこう）は、和歌山県岩出市にある公立中学校。

## 沿革
- 1947年（昭和22年）5月3日 - 岩出町（旧）・山崎村・根来村・上岩出村・小倉村五ヶ町村組合立岩出中学校として開校。
- 1956年（昭和31年）9月30日 - 5町村合併で岩出町（新）が発足したのに伴い、岩出町立岩出中学校と改称。
- 1987年（昭和62年）4月 - 岩出市立岩出第二中学校を分離。
- 2006年（平成18年）4月1日 - 岩出町の市制施行により、岩出市立岩出中学校と改称。

## 校訓
強く 正しく 明るく

## 生徒会目標
愛言葉
- 2009年（平成21年）までの生徒会目標は「心友」。2010年（平成22年）6月の生徒総会において、「愛言葉」への移行が決議された。

## 通学区域
以下の小学校区。
- 岩出市立岩出小学校
- 岩出市立山崎小学校
- 岩出市立山崎北小学校の校区の一部。
- 岩出市立中央小学校の校区の一部。

## 周辺
- 国道24号（和歌山バイパス）
- 岩出市役所

## 交通
- JR西日本和歌山線岩出駅から北西へ1.3km
- 岩出市巡回バス 畑毛交番バス停から北東へ500m

## 著名な出身者
- 林晃汰（プロ野球選手）
- 居谷匠真（プロ野球選手）
- 四十住さくら（スケートボード選手）
- 平井駿助（サッカー選手）

## 通学区域が隣接している学校
- 岩出市立岩出第二中学校
- 紀の川市立打田中学校
- 紀の川市立荒川中学校
- 紀の川市立貴志川中学校
- 和歌山市立高積中学校
- 和歌山市立紀伊中学校
- （大阪府）阪南市立鳥取東中学校
- （大阪府）泉南市立信達中学校